# ハイファ
ハイファ（ヘブライ語:  חֵיפָה、アラビア語: حيفا、Ḥefa、英語: Haifa）は、イスラエルのハイファ地区にある都市。

## 概要
地中海に面した海港であり、カルメル山の麓に位置する。ハイファーはアラビア語での発音である（パレスチナでは、ヘーファとも）。

## 歴史

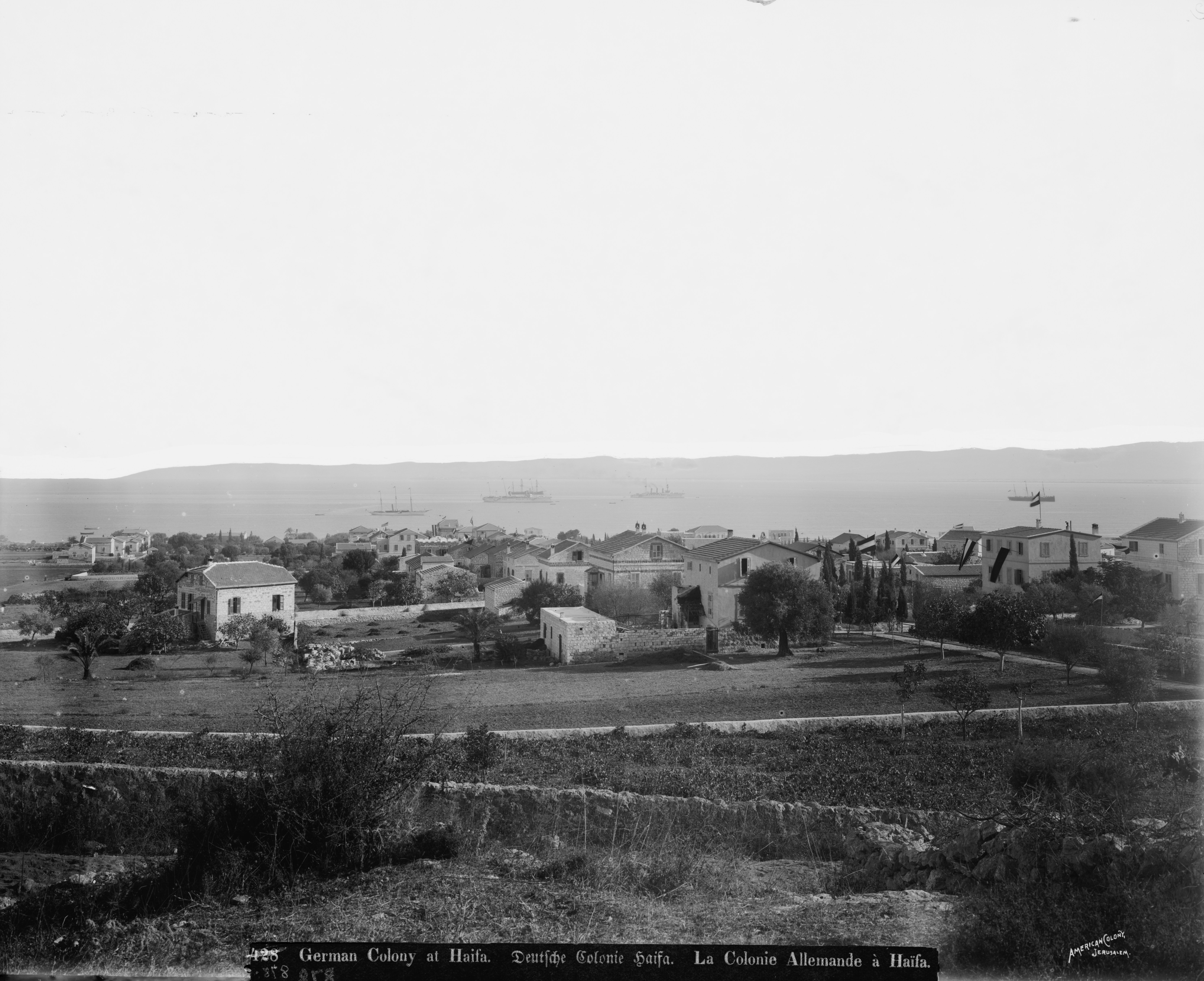
ドイツ人入植地

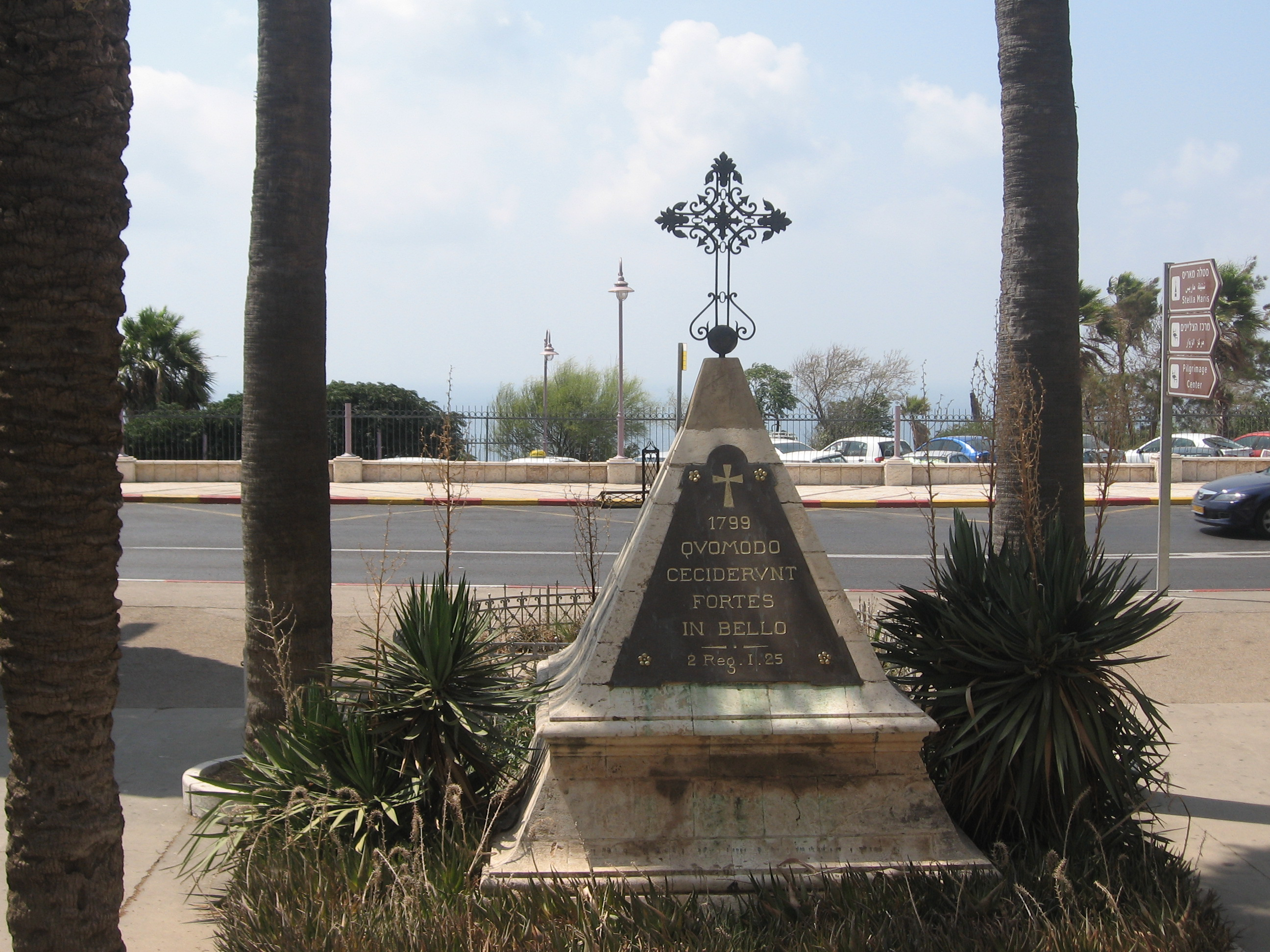
ナポレオン軍征服記念碑

7世紀まで東ローマ帝国領であったが、ペルシャ帝国の支配下に入り、ついでアラブ人が支配した。1100年、十字軍に占領され、1265年にマムルーク朝が奪取するまで十字軍国家の一部であった。
その後、この地はオスマン帝国の支配下に入り、一時期ナポレオン・ボナパルトに占領されたりもした。19世紀に入るとイエス・キリストの再臨を信じるドイツ人が入植（この入植地は現存する）、発電所や工場を建設するなどした。更にバハイ教が本拠を移したのもこの頃であり、街にはバハイ教の建物（バーブ寺院や万国正議院など）があり観光名所にもなっている。
20世紀に入ると、シオニズムの高まりからユダヤ人の入植や移民が進み、1947年にはアラブ人が70,910人に対しユダヤ人が74,230人と多数派を占めるまでに至った。第1次中東戦争の際にはイルグンによるハイファ製油所虐殺事件が起きるなど激戦地となったが、3,300人くらいの非ユダヤ人がイスラエル建国後も残り、現在も非ユダヤ人の人口が9％と比較的多い。そして、イスラエル建国以前の英国委任統治領時代におけるハイファは、現在のイラクやレバノンなどへ至る鉄道が敷設されており、イラクにおいて生産された原油はイラクからハイファ港へ至るパイプラインでハイファ港まで輸送され、ハイファ港から各地へイラク産の原油が輸出されていた。無論、イスラエル建国後は、ハイファからイラクやレバノンなどへ至る鉄道やパイプラインなどはない。
2024年10月にはヒズボラが発射したミサイルが市内に着弾。また、2025年6月のイスラエルによるイラン攻撃（2025年6月ライジング・ライオン作戦を参照）では、イランからの報復による弾道ミサイルが市内に着弾。いずれも多数の負傷者が出た。

## 地理
ハイファは地中海沿いの都市であり、イスラエル建国以前から大規模なハイファ港がある。また、ハイファはレバノンに近いイスラエル北部に位置しており、2006年に第二次レバノン戦争が勃発した際には、レバノンから多数のミサイルがハイファなどに撃ち込まれた。そのなかには、アラブ系イスラエル人がアラビア語で出版活動をしているアル＝イッティハードという新聞社にもミサイルが撃ち込まれた

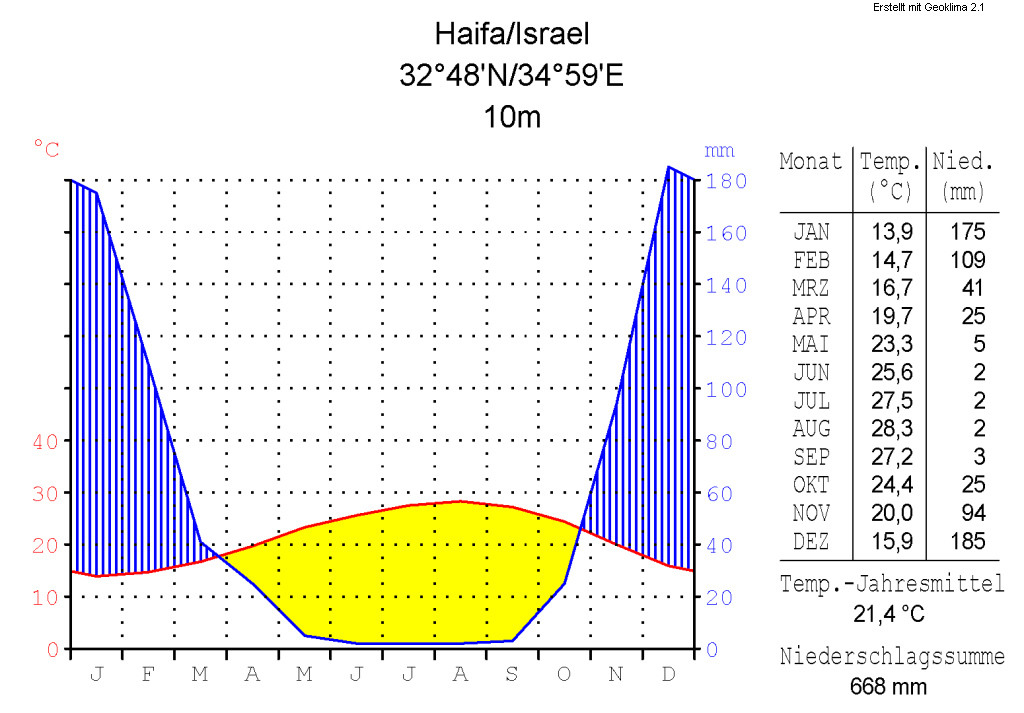
ハイファの年間気温

。

### 人口・言語・宗教
ユダヤ人95%を占めているテルアビブに比べるとアラブ人の割合が高く全人口の1割を占めており、キリスト教徒のアラブ人も多い。全人口の82%がユダヤ教徒、14%がキリスト教徒、4%がイスラム教徒である。また、旧ソ連からの移民は全人口の4分の1と多くなっておりロシア語が広く通用する都市となっており、彼らはユダヤ人の血筋を引いていてもキリスト教徒である場合が少なくない。さらにおなじくユダヤ人の血筋を持ちながらもキリスト教徒であるエチオピア人移住者も多くユダヤ化が進んだテルアビブに比べると多文化・多宗教共生型の都市となっている。これはこの地域において伝統的に多かったパレスチナ人・アラブ人の割合を低くするために意図的にイスラエル政府が旧ソ連やエチオピアからの移民の入植を行ってきた結果とも言われている。
アラビア語の話者数は国内で2番目に多くなっているなど、市内ではヘブライ語、アラビア語、ロシア語が広く使われている。

## 政治
「赤いハイファ (Haifa ha-Adomah, חיפה האדומה)」と呼ばれるように、伝統的にユダヤ系市民の間では中道左派政党であるマパイや労働党などシオニスト左派への支持が強い。実際に2000年の首相選挙でアリエル・シャロンが地滑り的勝利をした時でさえも、ハイファではエフード・バラックへの支持が上まったことに注目すべきである。現市長のヨナ・ヤハブが2003年にシヌイ党から出馬し当選するまで全ての市長はイスラエル労働党ならびにその前身のマパイの候補者が独占した。ヨナ・ヤハブはその後シオニスト中道派のカディーマ党に移籍したが、基本的な政治的態度にはほとんど変化はない。

### ハイファ市長の一覧
- アッバ・フーシー（1951年 - 1969年）
- モーシェ・フリーマン（1969年 - 1973年）
- ヨセフ・アルモーギー（1974年 - 1975年）
- イェルハム・ツァイセル（1975年 - 1978年）
- アリエ・グルエル（1978年 - 1993年）
- アムラム・ミツナ（1993年 - 2003年）
- ギオラ・フィッシェル（2003年 - ）＊アムラム・ミツナが労働党党首選出のために副市長から市長代理に。
- ヨナ・ヤハブ（2003年 - ）

## 産業
マイクロソフト、インテル、グーグルなど半導体メーカーやハイテク企業が集積しており、シリコン・ワディと呼ばれている地域の1つである。
- Sail Tower
- Bazan towers (製油所)

## 交通
テルアビブから鉄道網が敷設されており、ハイファとテルアビブにおける所要時間は、各駅停車で1時間15分、快速で50分程度である。
ハイファ市内にはイスラエルで唯一の地下鉄である「カルメリット」があり、これは世界的にも珍しいケーブルカー形式の地下鉄である。
テルアビブよりもアラブ人が少なくないなど住民性が多様なため、シャバットには全国的に運休する路線バスも、ハイファでは本数を減らしつつも運行している。ハイファ路線バス網はほとんど大手エゲッド社が占めている。
ハイファ港はイスラエル最大の港湾で2000年と2017年にはアメリカ海軍の航空母艦も寄港しており、2015年に一帯一路戦略を推し進める中国の企業が25年間運営する契約を締結して波紋を呼んだこともある。また、キプロスやギリシアなどへフェリーも運航している。
ハイファ東部にはハイファ空港があり、テルアビブのスデ・ドブ空港、エイラートのエイラート空港、オブダ空港への国内線が就航している。
- ハイファ・ハシモナ駅（イスラエル鉄道）
- カルメリット
- メトロニット
- ハイファ港（英語版）
- ハイファ空港ターミナル

## 観光

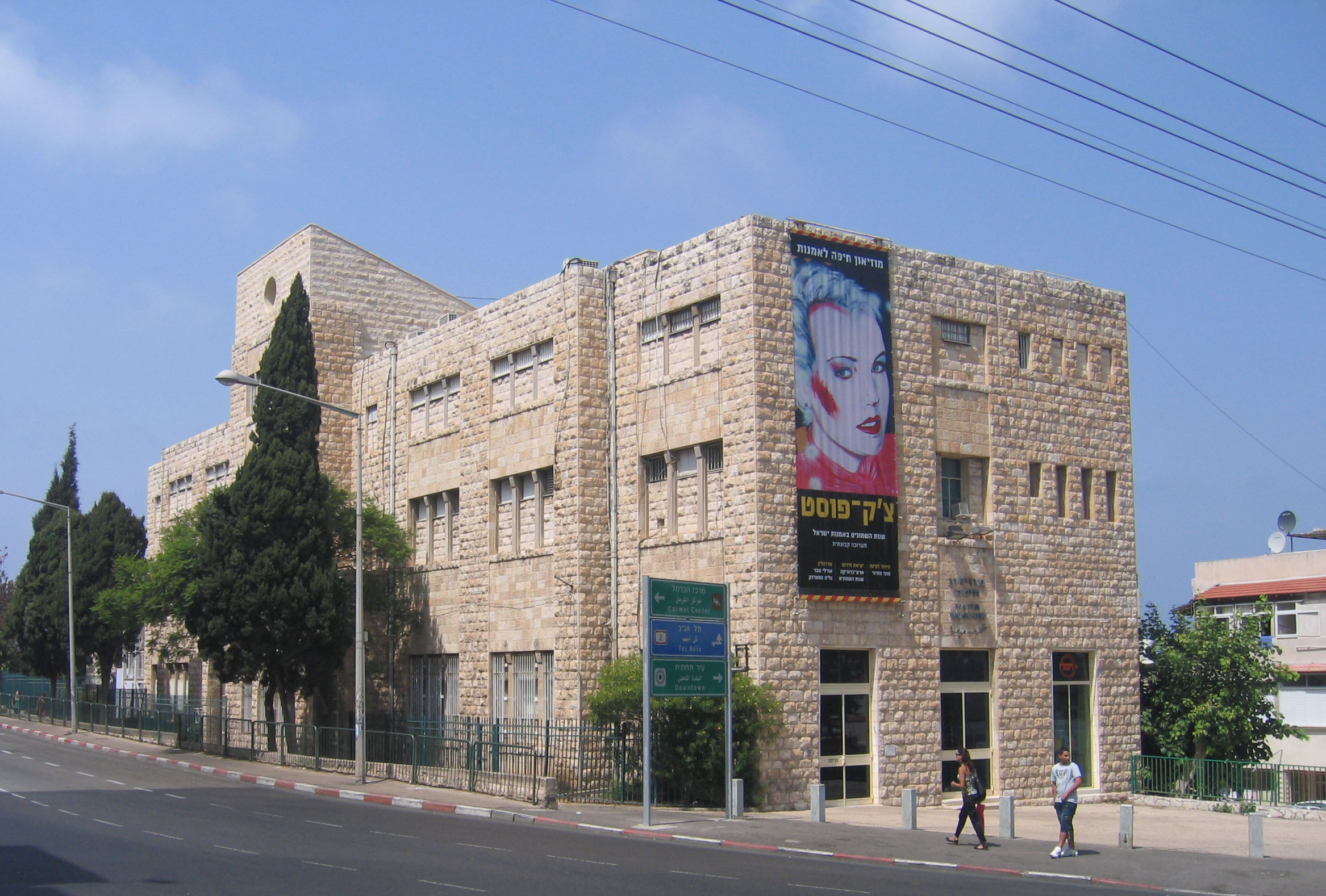
ハイファ美術館

エルサレムを含めイスラエルにおいては原則として金曜日の午後から土曜日にかけては、観光客が訪問すると思われる様々な博物館や美術館などは休館することが多い。しかし、ハイファにおいては土曜日においても、民間の飲食店などだけではなく、博物館や美術館なども開館しており、かつ、公共交通機関であるエゲッドバスも運行をしている。
- ハイファと西ガリラヤのバハイ教聖地群(世界文化遺産)
- ジャリーナ・モスク 1775年に建てられた、時計塔のあるモスク。
- 国立科学技術・宇宙博物館

## 教育

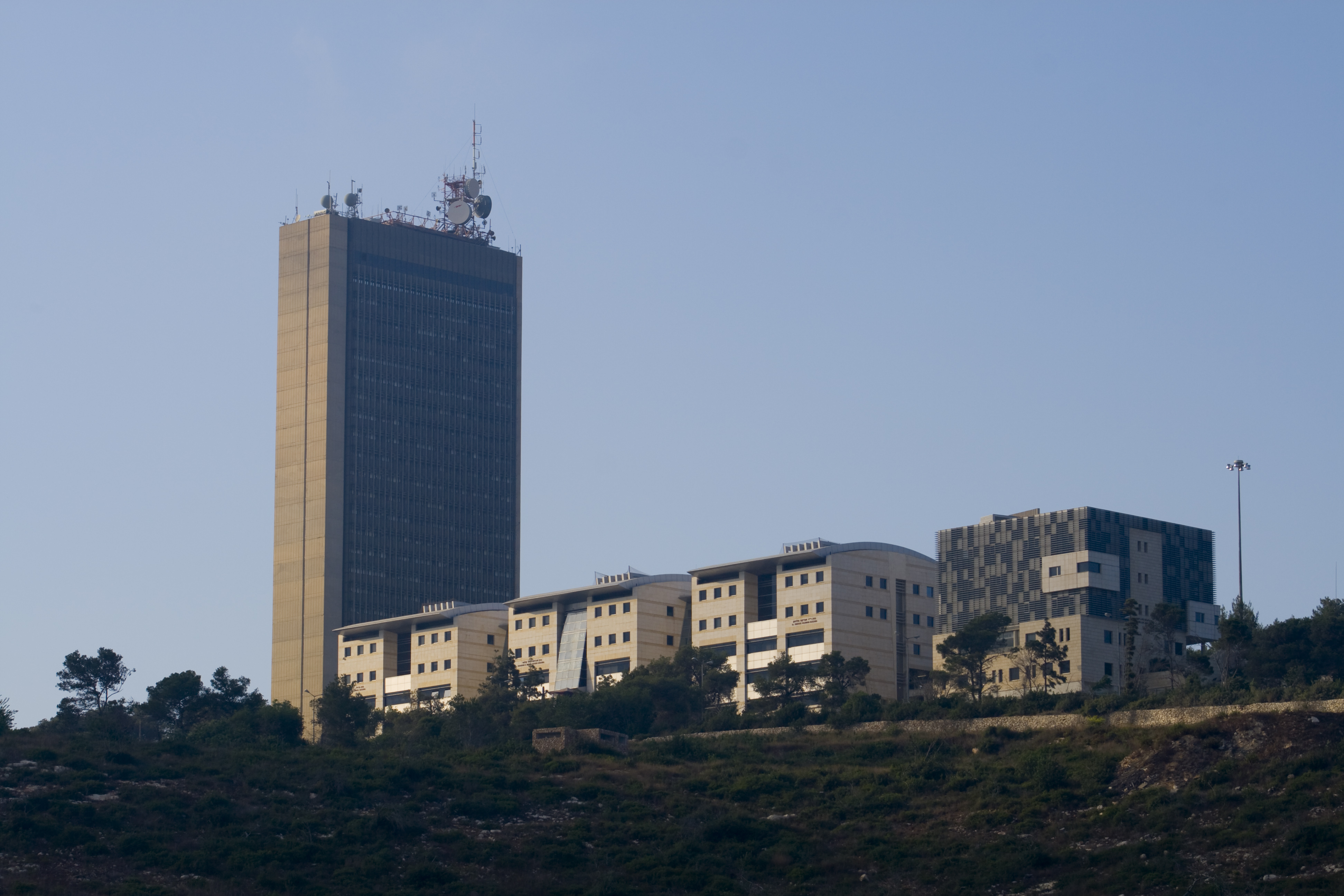
ハイファ大学

ハイファにおける高等教育に関しては、自然科学で有名なテクニオン大学がイスラエル建国以前から建学されている。そして、イスラエル建国後に主に人文科学や社会科学に関して研究や教育を行うハイファ大学が建学された。そして、ハイファにおいては遠隔教育を行っているオープン大学のキャンパスもある。また、ハイファにおける社会教育に関しては、アラブ・ユダヤ間における平和教育活動を行っているベイト・ハ・ゲフェンや、アラブ系イスラエル人向けの劇場であるアル＝ミーダーン劇場がある。また日本美術を扱うティコティン日本美術館が存在する。

## スポーツ
ハイファにおいてはキリヤット・エリエゼル・スタジアムというサッカー場が設置されており、下記の2つのサッカー・チームのホーム・スタジアムである。そして、サミー・オフェル・スタジアムという多目的のスタジアムが建設中である。
- マッカビ・ハイファFC - イスラエル・プレミアリーグに所属するサッカークラブ。
- ハポエル・ハイファFC - イスラエル・プレミアリーグに所属するサッカークラブ。

## 友好都市
| - ポーツマス（イギリス） - ハックニー、ロンドン（イギリス） - ニューカッスル・アポン・タイン（イギリス） - マルセイユ（フランス） - アントウェルペン（ベルギー） - ブレーメン（ドイツ） - エアフルト（ドイツ） - デュッセルドルフ（ドイツ） - マインツ（ドイツ） - マンハイム（ドイツ） | - リマソール（キプロス） - オデッサ（ウクライナ） - 上海（中華人民共和国） - 前橋市（日本） - 明石市（日本） - ボストン（アメリカ合衆国） - フォートローダーデール（アメリカ合衆国） - サンフランシスコ（アメリカ合衆国） - マニラ（フィリピン） - ケープタウン（南アフリカ共和国） - ロサリオ（アルゼンチン） - オールボー（デンマーク） - ムババーネ（エスワティニ王国） |

## ハイファ出身の人物
- ジーン・シモンズ
- アモス・ギタイ
- リシャウ・ロンタフ
- リモール・リブナット
- ヒレル・スロヴァク
- アーロン・チカノーバー
- アヴィ・ラーナー
- ウジ・ランダウ
- ハイダル・マフムード（英語版、アラビア語版） - ヨルダン文化大臣
- サリーム・ジュブラーン（英語版、アラビア語版） - イスラエル最高裁判所判事
- エミール・ハビービー